# Hasicí deka

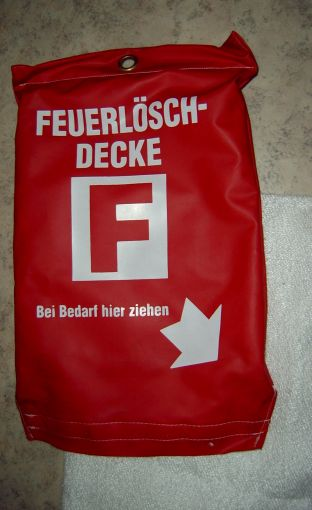
Hasicí deka připravena v obalu

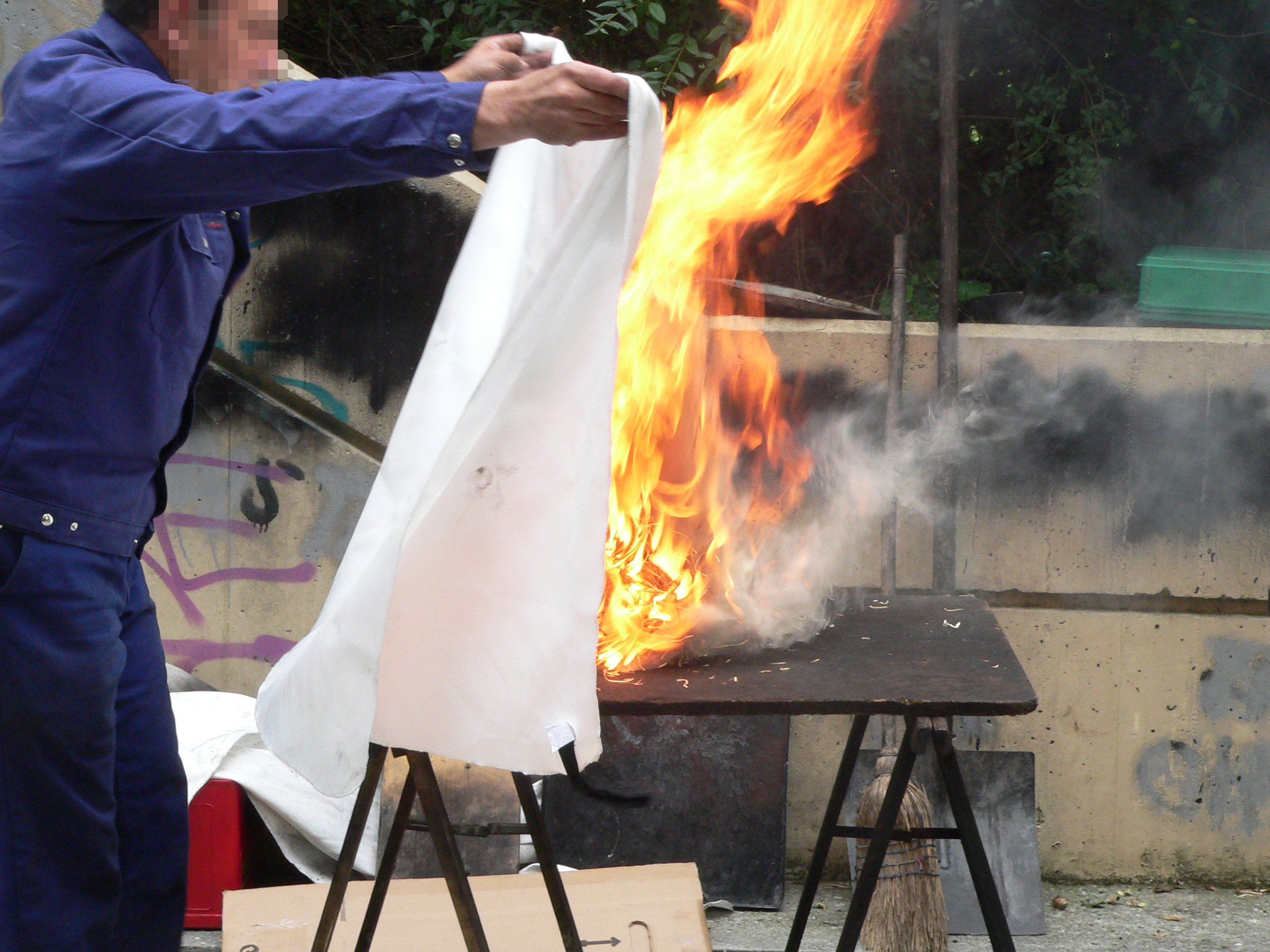
Použití hasicí deky

Hasicí deka je jeden z hasicích prostředků, pomůcka k uhašení začínajících požárů. Používá se k hašení požárů v první fázi a jejím principem je zamezit přístupu kyslíku a zabránit tak hoření.
Aby deka neprohořela dříve, než dojde k udušení požáru, je vyrobena z nehořlavého materiálu. Dříve se používal například tkaný azbest (od kterého se dnes obecně upouští kvůli jeho karcinogenitě), novější hasicí deky jsou například ze skleněných textilních vláken, aramidu, nebo i vlny.